# Александер Ценцес
Александер Ценцес (нім. Alexander Zenzes; 10 липня 1898, Хемніц, Німецька імперія — вересень 1980, США) — німецький льотчик-ас, віцефлюгмайстер кайзерліхмаріне.

## Біографія
Учасник Першої світової війни, льотчик морської авіації, літав у складі 2-ї морської винищувальної ескадрильї. На момент отримання звання віцефлюгмайстера 30 липня 1918 року Ценцес мав на рахунку 7 перемог. Літаючи на літаку Fokker D.VII № 610/18, був поранений 1 серпня 1918 року (ймовірно, лейтенантом А.Л. Джонсом з 210-ї ескадрильї). Повернувшись на фронт у вересні, німецький ас довів рахунок своїх повітряних перемог до 19, ще 1 перемога залишилась непідтвердженою.
Після війни Александер Ценцес літав на Балтиці у складі морського фрайкора, яким тоді командував Готтард Заксенберг.
На початку 1920-х років Ценцес отримав ступінь доктора інженерних наук. У 1926 році він переїхав до США. У 1929 році подав заяву на громадянство і у 1934 році став натуралізованим американцем. Він жив у Сан-Франциско до Другої світової війни, працював клерком і менеджером з продажу, одночасно проводячи хімічні дослідження. У 1942 році ФБР підозрювало його в тому, що Ценцес був німецьким агентом, який здійснював підривну діяльність у Мексиці.
Востаннє він жив у Нью-Йорку в 1950-х роках. Похований у Міддл-Вілледж.

## Нагороди
- Залізний хрест 2-го і 1-го класу